# Železniční trať Osek–Ledvice
Železniční Osek–Duchcov byla vybudována jako odbočka hlavní trati Duchcovsko-podmokelské dráhy. Trať, která sloužila pouze nákladní dopravě, začínala v Oseku a vedla přes Liptice do Ledvic u Duchcova.

## Historie
Dne 9. července 1869 získala Duchcovsko-podmokelská dráha (Dux-Bodenbacher Eisenbahn, DBE) povolení postavit železniční trať z Podmokel (nynější Děčín) do Duchcova s odbočkou do Chomutova. Dne 20. V květnu 1871 byla otevřena trať Podmokly–Osek a dále do Liptic u Duchcova. 16. prosince 1879 byla trať prodloužena z Liptic do stanice Ledvice Pražsko-duchcovské a Plzeňsko-březenské dráhy.
Dráha sloužila výhradně odvozu uhlí z hnědouhelných šachet západně od Duchcova. Přímo na trati ležely doly Nelson u Oseka a Fortschrittschacht, Mariaschacht, Johannesschacht, Christianiaschacht a Peter und Paul u Duchcova. 
V rámci přípravy na plánované zestátnění DBE převzaly správu trati 1. července 1884 Císařsko-královské státní dráhy (kkStB). Duchcovsko-Podmokelská dráha však byla znárodněna až k 1. lednu 1894.
Po první světové válce přešla trať pod nově založené Československé státní dráhy (ČSD). ČSD trať provozovaly do roku 1931, zrušena byla roku 1932.
Po 2. světové válce velká část bývalé tratě zanikla v rámci těžby v povrchových dolech Nový Pokrok a Alois Jirásek, takže se do dnešní doby žádné významné pozůstatky tratě nezachovaly.